# Bathydraconidae

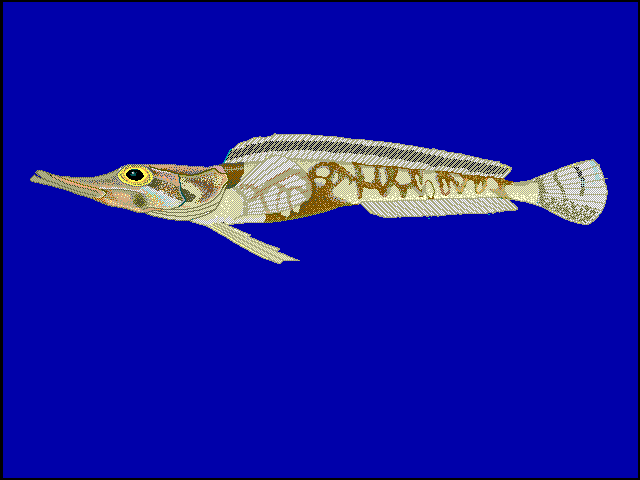
Cygnodraco mawsoni

Bathydraconidae è una famiglia di pesci ossei marini appartenente all'ordine Perciformes.

## Distribuzione e habitat
Sono diffusi unicamente nei mari antartici. Vivono a varie profondità, diverse specie si trovano a oltre 1000 metri.

## Descrizione
Sono pesci allungati, con occhi grandi e mascelle allungate a becco d'anatra ma non protrudibili. Una sola pinna dorsale, con raggi molli.
Parachaenichthys georgianus è la specie più grande, raggiunge i 59 cm.

## Specie
- Genere Acanthodraco
  - Acanthodraco dewitti
- Genere Akarotaxis
  - Akarotaxis nudiceps
- Genere Bathydraco
  - Bathydraco antarcticus
  - Bathydraco joannae
  - Bathydraco macrolepis
  - Bathydraco marri
  - Bathydraco scotiae
- Genere Cygnodraco
  - Cygnodraco mawsoni
- Genere Gerlachea
  - Gerlachea australis
- Genere Gymnodraco
  - Gymnodraco acuticeps
- Genere Parachaenichthys
  - Parachaenichthys charcoti
  - Parachaenichthys georgianus
- Genere Prionodraco
  - Prionodraco evansii[3]
- Genere Psilodraco
  - Psilodraco breviceps
- Genere Racovitzia
  - Racovitzia glacialis
  - Racovitzia harrissoni
- Genere Vomeridens
  - Vomeridens infuscipinnis[2]